# Europarlamentari della Croazia
Gli europarlamentari della Croazia dal 2013 (ingresso del Paese nell'Unione europea) sono i seguenti.

## Lista

### VII legislatura (2013-2014)
Europarlamentari eletti in occasione delle elezioni europee del 2013.
| Europarlamentare         | Lista                                         | Gruppo | Gruppo                                                 |
| ------------------------ | --------------------------------------------- | ------ | ------------------------------------------------------ |
| Marino Baldini           | Partito Socialdemocratico di Croazia          |        | Alleanza Progressista dei Socialisti e dei Democratici |
| Biljana Borzan           | Partito Socialdemocratico di Croazia          |        | Alleanza Progressista dei Socialisti e dei Democratici |
| Zdravka Bušić            | Unione Democratica Croata                     |        | Gruppo del Partito Popolare Europeo                    |
| Ivana Maletić            | Unione Democratica Croata                     |        | Gruppo del Partito Popolare Europeo                    |
| Sandra Petrović Jakovina | Partito Socialdemocratico di Croazia          |        | Alleanza Progressista dei Socialisti e dei Democratici |
| Tonino Picula            | Partito Socialdemocratico di Croazia          |        | Alleanza Progressista dei Socialisti e dei Democratici |
| Andrej Plenković         | Unione Democratica Croata                     |        | Gruppo del Partito Popolare Europeo                    |
| Davor Ivo Stier          | Unione Democratica Croata                     |        | Gruppo del Partito Popolare Europeo                    |
| Dubravka Šuica           | Unione Democratica Croata                     |        | Gruppo del Partito Popolare Europeo                    |
| Ruža Tomašić             | Partito Croato dei Diritti dr. Ante Starčević |        | Gruppo dei Conservatori e dei Riformisti Europei       |
| Oleg Valjalo             | Partito Socialdemocratico di Croazia          |        | Alleanza Progressista dei Socialisti e dei Democratici |
| Nikola Vuljanić          | Laburisti Croati - Partito del Lavoro         |        | Sinistra Unitaria Europea/Sinistra Verde Nordica       |

### VIII legislatura (2014-2019)
Europarlamentari eletti in occasione delle elezioni europee del 2014.
| Europarlamentare | Lista                                         | Gruppo | Gruppo                                                           |
| ---------------- | --------------------------------------------- | ------ | ---------------------------------------------------------------- |
| Biljana Borzan   | Partito Socialdemocratico di Croazia          |        | Alleanza Progressista dei Socialisti e dei Democratici           |
| Ivan Jakovčić    | Dieta Democratica Istriana                    |        | Gruppo dell'Alleanza dei Democratici e dei Liberali per l'Europa |
| Ivana Maletić    | Unione Democratica Croata                     |        | Gruppo del Partito Popolare Europeo                              |
| Marijana Petir   | Partito Contadino Croato                      |        | Gruppo del Partito Popolare Europeo                              |
| Tonino Picula    | Partito Socialdemocratico di Croazia          |        | Alleanza Progressista dei Socialisti e dei Democratici           |
| Andrej Plenković | Unione Democratica Croata                     |        | Gruppo del Partito Popolare Europeo                              |
| Jozo Radoš       | Partito Popolare Croato - Liberal Democratici |        | Gruppo dell'Alleanza dei Democratici e dei Liberali per l'Europa |
| Davor Škrlec     | Sviluppo Sostenibile della Croazia            |        | I Verdi/Alleanza Libera Europea                                  |
| Davor Ivo Stier  | Unione Democratica Croata                     |        | Gruppo del Partito Popolare Europeo                              |
| Dubravka Šuica   | Unione Democratica Croata                     |        | Gruppo del Partito Popolare Europeo                              |
| Ruža Tomašić     | Partito Conservatore Croato                   |        | Gruppo dei Conservatori e dei Riformisti Europei                 |

### IX legislatura (2019-2024)
Europarlamentari eletti in occasione delle elezioni europee del 2019.
| Europarlamentare    | Lista                                             | Gruppo | Gruppo                                                 |
| ------------------- | ------------------------------------------------- | ------ | ------------------------------------------------------ |
| Biljana Borzan      | Partito Socialdemocratico di Croazia              |        | Alleanza Progressista dei Socialisti e dei Democratici |
| Valter Flego        | Coalizione Amsterdam (Dieta Democratica Istriana) |        | Renew Europe                                           |
| Mislav Kolakušić    | Gruppo Indipendente                               |        | Non iscritti                                           |
| Predrag Fred Matić  | Partito Socialdemocratico di Croazia              |        | Alleanza Progressista dei Socialisti e dei Democratici |
| Tonino Picula       | Partito Socialdemocratico di Croazia              |        | Alleanza Progressista dei Socialisti e dei Democratici |
| Karlo Ressler       | Unione Democratica Croata                         |        | Gruppo del Partito Popolare Europeo                    |
| Ivan Vilibor Sinčić | Živi zid                                          |        | Non iscritti                                           |
| Tomislav Sokol      | Unione Democratica Croata                         |        | Gruppo del Partito Popolare Europeo                    |
| Dubravka Šuica      | Unione Democratica Croata                         |        | Gruppo del Partito Popolare Europeo                    |
| Ruža Tomašić        | Sovranisti Croati (Partito Conservatore Croato)   |        | Gruppo dei Conservatori e dei Riformisti Europei       |
| Željana Zovko       | Unione Democratica Croata                         |        | Gruppo del Partito Popolare Europeo                    |

- In data 01.12.2019 a Dubravka Šuica (nominata vicepresidente della commissione europea, nonché commissario per la democrazia e la demografia, nella Commissione von der Leyen I) subentra Sunčana Glavak.
- In data 01.02.2020, in ragione dell'attribuzione al Paese di un seggio ulteriore, è proclamata eletta Romana Jerković (Partito Socialdemocratico di Croazia, gruppo S&D).

### X legislatura (2024-in corso)
Europarlamentari eletti in occasione delle elezioni europee del 2024.
| Europarlamentare        | Lista                                                     | Gruppo | Gruppo                                                 |
| ----------------------- | --------------------------------------------------------- | ------ | ------------------------------------------------------ |
| Nikolina Brnjac         | Unione Democratica Croata                                 |        | Gruppo del Partito Popolare Europeo                    |
| Sunčana Glavak          | Unione Democratica Croata                                 |        | Gruppo del Partito Popolare Europeo                    |
| Karlo Ressler           | Unione Democratica Croata                                 |        | Gruppo del Partito Popolare Europeo                    |
| Tomislav Sokol          | Unione Democratica Croata                                 |        | Gruppo del Partito Popolare Europeo                    |
| Davor Ivo Stier         | Unione Democratica Croata                                 |        | Gruppo del Partito Popolare Europeo                    |
| Željana Zovko           | Unione Democratica Croata                                 |        | Gruppo del Partito Popolare Europeo                    |
| Biljana Borzan          | Fiumi di Giustizia (Partito Socialdemocratico di Croazia) |        | Alleanza Progressista dei Socialisti e dei Democratici |
| Romana Jerković Kraljić | Fiumi di Giustizia (Partito Socialdemocratico di Croazia) |        | Alleanza Progressista dei Socialisti e dei Democratici |
| Predrag Fred Matić      | Fiumi di Giustizia (Partito Socialdemocratico di Croazia) |        | Alleanza Progressista dei Socialisti e dei Democratici |
| Tonino Picula           | Fiumi di Giustizia (Partito Socialdemocratico di Croazia) |        | Alleanza Progressista dei Socialisti e dei Democratici |
| Nicola Bartulica        | Movimento Patriottico                                     |        | Gruppo dei Conservatori e dei Riformisti Europei       |
| Ivana Kekin             | Možemo!                                                   |        | I Verdi/Alleanza Libera Europea                        |